# Laurence Mason
Laurence Mason (The Bronx (New York)) is een Amerikaans acteur.

## Biografie
Mason werd geboren in de borough The Bronx van New York. Op tienjarige leeftijd begon hij met acteren in het kindertheater All Children's Theatre en speelde op Broadway en off-Broadway producties. Hij doorliep de high school aan de High School of Performing Arts en hierna studeerde hij af aan de State University of New York, beide in New York.
Mason begon in 1992 met acteren in de televisieserie Hardcore TV, waarna hij nog meerdere rollen speelde in televisieseries en films. Hij speelde in onder andere The Crow (1994), Behind Enemy Lines (2001), Prison Break (2007-2008) en The Lincoln Lawyer 2011.

## Filmografie

### Films
Uitgezonderd korte films.
- 2018 City of Lies - als FBI agent Dunton
- 2014 Red Butterfly - als Dutch Fred
- 2014 Stitch - als Pirino
- 2013 Runner Runner - als gouverneur
- 2011 The Lincoln Lawyer - als Earl
- 2009 Public Enemies - als portier van Union Station
- 2007 The Take - als Curtis Fellows
- 2001 Ali - als Luis Sarria
- 2001 Behind Enemy Lines - als Brandon
- 2001 A.I.: Artificial Intelligence - als technische directeur
- 1998 Side Streets - als Dennis
- 1995 Hackers - als Nikon
- 1995 The Keeper - als Jordi
- 1995 Parallel Sons - als Johnson
- 1994 The Crow - als Tin Tin
- 1993 True Romance - als Floyd 'D'
- 1993 New York Undercover Cop - als Danny Boy
- 1993 Joey Breaker - als Lester White

### Televisieserie
Uitgezonderd eenmalige gastrollen.
- 2020 Big Dogs - als Marcus McNunn - 3 afl.
- 2007-2008 Prison Break - als Sammy - 8 afl.
- 2007 In Case of Emergency - als Bill - 2 afl.
- 2005-2006 The Shield - als Halpern White - 8 afl.
- 1992 Hardcore TV - als Rastaman - ? afl.

### Computerspellen
- 2006 Tom Clancy's Splinter Cell: Double Agent - als stem
- 2000 Shadow Watch - als Archer

- Library of Congress Control Number: no2012133118
- Virtual International Authority File: 279551059
- WorldCat: E39PBJgRTVHwj8t3gfDvWfgVG3